# Publicació periòdica

Portada del volum 7 (número 4), abril 2009, de PLoS Biology.

Una publicació periòdica és una publicació editada en fascicles successius numerats amb periodicitat fixa o variable i diversa en temàtica. Una publicació periòdica (en color o en blanc i negre) es compon d'una varietat d'articles sobre temàtiques diverses o sobre algun tema específic. Generalment és produïda i editada per una editorial, i la seva periodicitat pot ser, setmanal, bisetmanal, quinzenal, mensual, etc.
Molts diaris incorporen, una o diverses vegades per setmana, seccions amb format de revista, o les inclouen en les seves tirades com a suplements.

## Història

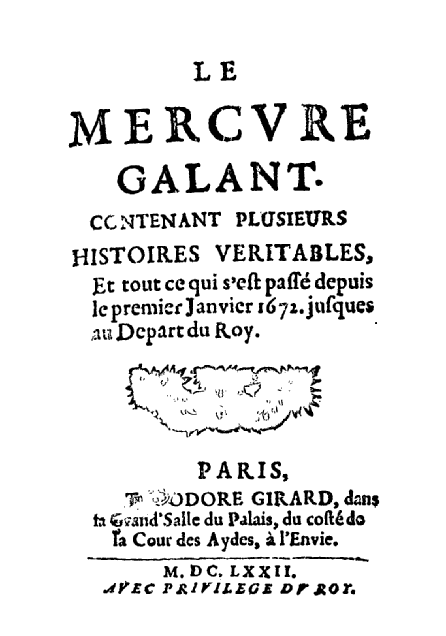

La història es remunta temps enrere, amb publicacions en forma d'almanacs, editats per anys, i que ens proporcionen actualment dades molt útils, per exemple sobre el clima, les comunicacions, les innovacions, la població, i altres tòpics informatius, al costat de prosa literària i poemes de breu extensió. La finalitat d'aquests documents era la d'informar els lectors, i també entretenir.
En el transcurs del segle xviii van sorgir setmanaris, que incloïen tòpics de modes i costums, acompanyades de crítica social i moral.
Les primeres revistes reunien una gran varietat de materials, per així cobrir una àmplia gamma d'interessos particulars.
Una de les publicacions pioneres va ser Erbauliche Monaths-Unterredungen (Discussions Mensuals Edificants), que va aparèixer entre els anys 1663 i 1668.
Aviat van sorgir altres revistes a França, Anglaterra i Itàlia; i per a la següent dècada dels anys 1670, van veure la llum algunes més, lleugeres i divertides, i entre aquestes cal esmentar Le Mercure Galant (sorgida el 1672), que més tard es va anomenar Mercure de France.
Al començament del segle xviii, Joseph Addison i Richard Steele van crear The Tatler (1709-1711), la qual es publicava tres vegades per setmana; l'Enciclopèdia Britànica la va definir com «una col·lecció de textos (assajos, articles, reportatges, poemes), profusament il·lustrada, i que es difon a intervals regulars».
Durant el segle xx, la publicació de revistes es va anar consolidant com activitat altament rendible en tot el planeta.
A causa de la gran expansió de la televisió i dels mitjans audiovisuals, sumat a l'augment del cost del paper, moltes revistes van deixar d'editar-se a partir dels anys 1960 i 1970.
Probablement, el país que edita més revistes en l'actualitat sigui el Japó, "on hi ha diversos milers de diferents títols", juntament amb els Estats Units d'Amèrica, un altre país capdavanter en la matèria.
És important assenyalar que, si bé diaris i revistes van tenir un sorgiment similar en el temps, aquestes últimes es destaquen per estar més particularment orientades a una classe intel·lectual i lletrada, que pretenia que es posés èmfasi en assumptes especials o culturals.
Avui en dia, les revistes són un dels mitjans escrits més venuts i llegits.

## Periodicitat
Termes més precisos designen els diferents tipus de periòdics:
- un diari o un quotidià, apareixen tots els dies o gairebé tots els dies (per exemple, alguns no apareixen els diumenges, altres no apareixen en dues o tres jornades assenyalades de cada any);
- un setmanari apareix un cop cada setmana;
- un quinzenal apareix un cop cada dues setmanes;
- un mensual apareix un cop cada mes;
- un bimestral apareix un cop cada dos mesos;
- un trimestre apareix cada tres mesos;
- un quadrimestral apareix cada quatre mesos;
- un semestral apareix cada sis mesos;
- un anual apareix un cop per any;
- un biennal o bianual apareix cada dos anys.